# 小理查德
理查德·韦恩·潘尼曼（英語：Richard Wayne Penniman，1932年12月5日—2020年5月9日），艺名为小理查德（英語：Little Richard），是一位美国创作歌手、音乐人。六十年来他一直是流行乐和流行文化中有影响力的一个人物。潘尼曼最知名的作品诞生于1950年代中期，他充满活力的音乐和富有魅力的演出奠定了摇滚（rock and roll）的根基，他的音乐也对其他流行音乐类型如灵魂乐和放克产生重要影响。潘尼曼影响了各流派的无数歌手和音乐人，从摇滚乐到嘻哈音樂。
许多机构曾授予潘尼曼荣誉，包括进入摇滚名人堂和作曲人名人堂。國家錄音藝術科學學院和节奏布鲁斯基金会授予他终生成就奖。潘尼曼1955年的歌曲“Tutti Frutti”于2010年被选入國會圖書館的国家录音档案中，评论为“独特的发声和无法抗拒的节拍宣告了一个音乐新时代”。
1957年，小理查德到基督復臨安息日會設立的傳統黑人大學歐克伍德大學讀神學。